# アーロン・ポール
アーロン・ポール（Aaron Paul, 1979年8月27日 - ）は、アメリカ合衆国の俳優。

## 来歴
1979年、アイダホ州エメットに生まれる。両親はイングランド、ドイツ、スコットランド系で、5人の子供の一番末っ子だった。1998年に地元アイダホの高校を卒業後、すぐにロサンゼルスへ渡り、ハリウッドの映画館でアルバイトとして働きながら、本格的な役者活動を始めている。かつてはInternational Modeling and Talent Associationが主催するコンペに出場して二位を獲得し、それがきっかけでエージェントとの契約にこぎつけてコーンのミュージック・ビデオなどへも出演した。1990年代後半には『ビバリーヒルズ青春白書』や『メルローズ・プレイス』などの話題のドラマに出演し、徐々に頭角を現していった。

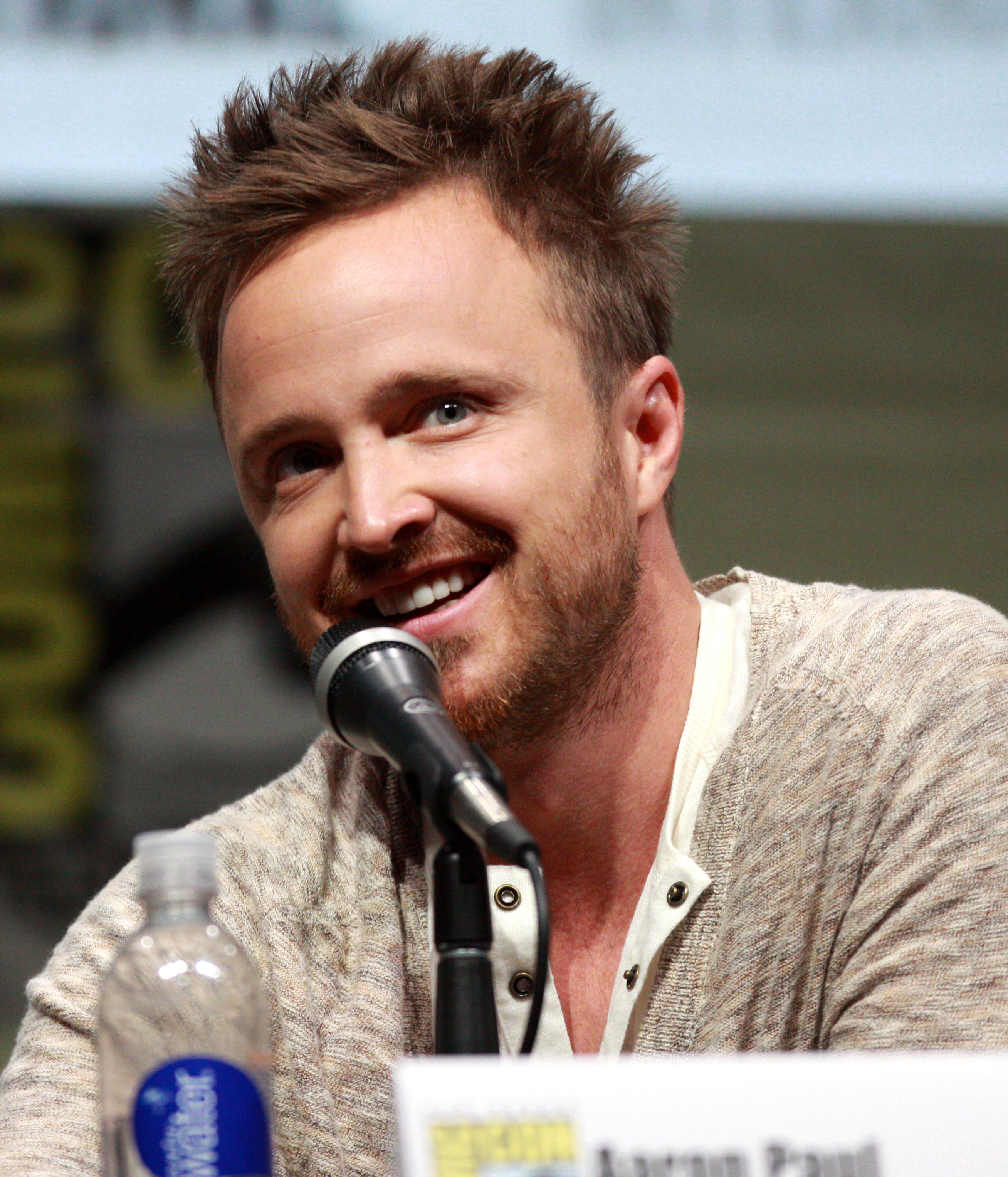
2013年、サンディエゴ・コミコンでのポール

これまでさまざまな映画やテレビに出演してキャリアを築いているが、近年では特に『ブレイキング・バッド』（2008年 - 2013年）のジェシー・ピンクマン役で知られており、同役で2014年のゴールデングローブ賞にノミネートされたほか、2010年、2012年、2014年にはプライムタイム・エミー賞のドラマ・ミニシリーズ部門で最優秀助演男優賞を授与されている。また、2014年には他のキャストらとともに全米映画俳優組合賞を受賞した。
2014年の長編映画『Hellion』では主役を務め、2019年には映画『エルカミーノ: ブレイキング・バッド THE MOVIE』で再びジェシー・ピンクマンを演じた。

### 私生活
2013年に、女優、ディレクターなどで知られるローレン・パーセーキアン（Lauren Parsekian）と結婚した。

## 主な出演作品

### 映画
| 公開年 | 邦題 原題                                                                    | 役名                       | 備考                                   | 吹き替え                                      |
| ------ | ---------------------------------------------------------------------------- | -------------------------- | -------------------------------------- | --------------------------------------------- |
| 2000   | 学園天国 Whatever It Takes                                                   | フロイド                   | 日本劇場未公開                         |                                               |
| 2000   | とび★うおーず Help! I'm a Fish                                               | ジェリー                   | アニメ映画 声の出演（英語版）          | 林原めぐみ                                    |
| 2001   | 光の旅人 K-PAX K-PAX                                                         | マイケル・パウエル（21歳） |                                        |                                               |
| 2002   | ウェイステッド 私たちの最悪な一年 Wasted                                     | オーウェン                 | テレビ映画                             |                                               |
| 2004   | 愛するカノジョを怒らせる10の法則 Perfect Opposites                           | モンティ・ブラント         | 日本劇場未公開                         |                                               |
| 2006   | ミッション:インポッシブル3 Mission: Impossible III                           | リック                     |                                        | 阪口周平（ソフト版） 小松史法（フジテレビ版） |
| 2009   | ラスト・ハウス・オン・ザ・レフト -鮮血の美学- The Last House on the Left     | フランシス                 | 日本劇場未公開                         | 加瀬康之                                      |
| 2012   | スマッシュド 〜ケイトのアルコールライフ〜 Smashed                            | チャーリー・ハンナ         | 日本劇場未公開                         | （吹き替え版なし）                            |
| 2014   | Hellion                                                                      | ホリス・ウィルソン         | 兼共同製作総指揮                       | N/A                                           |
| 2014   | ニード・フォー・スピード Need for Speed                                      | トビー・マーシャル         |                                        | 加瀬康之                                      |
| 2014   | エクソダス:神と王 Exodus:Gods and Kings                                      | ヨシュア                   |                                        | 石上裕一                                      |
| 2014   | 幸せになるための5秒間 A Long way Down                                        | JJ                         | 日本劇場未公開、WOWOWにて放映          | （吹き替え版なし）                            |
| 2015   | パパが遺した物語 Fathers and Daughters                                       | キャメロン                 |                                        | 小林親弘                                      |
| 2015   | アイ・イン・ザ・スカイ 世界一安全な戦場 Eye in the Sky                       | スティーヴ・ワッツ         |                                        | 小田柿悠太                                    |
| 2016   | トリプル9 裏切りのコード Triple 9                                            | ゲイブ・ウェルチ           |                                        | 茂木たかまさ                                  |
| 2016   | セントラル・インテリジェンス Central Intelligence                            | フィル・スタントン         |                                        | 野澤英義                                      |
| 2016   | ルイの9番目の人生 The 9th Life of Louis Drax                                 | ピーター・ドラックス       |                                        | 高橋大輔                                      |
| 2016   | ファインド・ミー Come and Find Me                                            | デヴィッド・エッカート     | 日本劇場未公開                         | （吹き替え版なし）                            |
| 2016   | キングスグレイブ ファイナルファンタジーXV Kingsglaive: Final Fantasy XV      | ニックス・ウリック         | アニメ映画 声の出演（英語版）          | 綾野剛（原語版の声優）                        |
| 2018   | インモラル・ルーム Welcome Home                                              | ブライアン・パルマー       | 日本劇場未公開、WOWOWにて放映          | （吹き替え版なし）                            |
| 2018   | シングルマザー ブリジットを探して American Woman                             | クリス                     | 日本劇場未公開、配信スルー             |                                               |
| 2019   | エルカミーノ: ブレイキング・バッド THE MOVIE El Camino: A Breaking Bad Movie | ジェシー・ピンクマン       | Netflixで配信、限定劇場公開、AMCで放送 | 茂木たかまさ                                  |
| 2020   | もう、歩けない男 Adam                                                        | アダム・ニスカー           |                                        |                                               |
| 2022   | デュアル Dual                                                                | トレント                   |                                        | 菊池康弘                                      |
| 2025   | アッシュ ～孤独の惑星～ Ash                                                  | ブライオン                 |                                        | 阪口周平                                      |
| TBA    | The Midnight Pool                                                            | Johnny Black               | ポストプロダクション                   |                                               |
| TBA    | Bear Country                                                                 | Jeff                       |                                        |                                               |

### テレビシリーズ
| 放映年    | 邦題 原題                                          | 役名                                       | 備考                                                          | 吹き替え           |
| --------- | -------------------------------------------------- | ------------------------------------------ | ------------------------------------------------------------- | ------------------ |
| 1999      | ビバリーヒルズ青春白書 Beverly Hills, 90210        | チャド                                     | 第9シーズン第20話「霊媒師の予言」                             |                    |
| 1999      | メルローズ・プレイス Melrose Place                 | Frat Boy #2                                | 第7シーズン第30話「The Daughterboy」                          |                    |
| 1999      | ブルック・シールズのハロー!スーザン Suddenly Susan | ジッパー                                   | 第3シーズン第23話「スーザンの悲しい日」                       |                    |
| 2000      | ゲット・リアル Get Real                            | デレク                                     | 第1シーズン第20話「History Lessons」                          |                    |
| 2001      | ワンだー・エディ 100 Deeds for Eddie McDowd        | イーサン                                   | 第2シーズン第4話「恋敵」                                      |                    |
| 2001      | 5人の女刑事たち ザ・ディヴィジョン The Division    | タイラー・ピーターセン                     | 第1シーズン第10話「悪徳医師を追い詰めろ」                     |                    |
| 2001      | 堕ちた弁護士 -ニック・フォーリン- The Guardian     | イーサン・リッター                         | 第1シーズン第5話「幼馴染」                                    |                    |
| 2001      | X-ファイル The X File                              | デヴィッド・ウィンクル（ウィンキー）       | 第9シーズン第5話「蝿の王」                                    |                    |
| 2002      | NYPDブルー NYPD Blue                               | マーカス・デントン                         | 第9シーズン第12話「Oh, Mama!」                                |                    |
| 2002      | CSI:科学捜査班 CSI: Crime Scene Investigation      | ピーター・ハッチンス・ジュニア（ピート）   | 第2シーズン第17話「六番目のチャクラ」                         |                    |
| 2002      | ゴッサム・シティ・エンジェル Birds of Prey         | ジェリー                                   | 計2話出演                                                     |                    |
| 2003      | ER緊急救命室 ER                                    | ダグ                                       | 第9シーズン第12話「下町の聖人」                               | 増田裕生           |
| 2003      | CSI:マイアミ CSI: Miami                            | ベン・ゴードン                             | 第1シーズン第20話「ヒトラーの子」                             |                    |
| 2005      | ヴェロニカ・マーズ Veronica Mars                   | エディ・ラロシュ                           | 第1シーズン第11話「消えた5000ドル」                           |                    |
| 2005      | ポイントプレザントの悪夢 Point Pleasant            | マーク・オーウェンズ                       | 計3話出演                                                     |                    |
| 2005      | クリミナル・マインド FBI行動分析課 Criminal Minds  | マイケル・ジッゾ                           | 第1シーズン第10話「悪魔のカルト集団」                         |                    |
| 2006      | BONES Bones                                        | ステュー・エリス                           | 第1シーズン第12話「ヒーローの死」                             | 杉山大             |
| 2006      | ゴースト 天国からのささやき Ghost Whisperer        | リンク・ホフステダー                       | 第1シーズン第19話「受け継がれた怒り」                         |                    |
| 2007-2011 | ビッグ・ラブ Big Love                              | スコット・クイットマン                     | 計14話出演                                                    |                    |
| 2008-2013 | ブレイキング・バッド Breaking Bad                  | ジェシー・ピンクマン                       | 計62話出演（メインキャスト）                                  | 茂木たかまさ       |
| 2012-2013 | トロン：ライジング TRON: Uprising                  | サイラス                                   | アニメシリーズ 計3話に声の出演                                |                    |
| 2013      | ザ・シンプソンズ The Simpsons                      | ジェシー・ピンクマン                       | アニメシリーズ 第24シーズン第17話「What Animated Woman Want」 | （吹き替え版なし） |
| 2014-2020 | ボージャック・ホースマン BoJack Horseman           | トッド・チャベス ヘンリー・フォンドル など | アニメシリーズ 計77話に声の出演 兼製作総指揮                  | 大隈健太           |
| 2016-2018 | THE PATH/ザ・パス The Path                         | エディ・レーン                             | 計36話出演（メインキャスト）                                  |                    |
| 2017      | ブラック・ミラー Black Mirror                      | Gamer691                                   | 第4シーズン第1話「宇宙船カリスター号」 声の出演               |                    |
| 2019-2020 | 真相 - Truth Be Told Truth Be Told                 | ウォーレン・ケイブ                         | 計8話出演（メインキャスト）                                   | 長谷川敦央         |
| 2020-     | ウエストワールド Westworld                         | ケイレブ・ニコルス                         | （第3、4シーズン メインキャスト）                             | 加瀬康之           |
| 2022      | ベター・コール・ソウル Better Call Saul            | ジェシー・ピンクマン                       | ゲスト                                                        | 茂木たかまさ       |
| 2023      | ブラック・ミラー Black Mirror                      | クリフ                                     | 第6シーズン第3話「ビヨンド・ザ・シー」                        | 加瀬康之           |
| 2025-     | Invincible                                         | Scott Duvall / Powerplex                   | 声の出演                                                      |                    |

### テレビ番組
- サタデー・ナイト・ライブ Saturday Night Live (2013)

### ミュージックビデオ
- KOЯN - Thoughtless (2002)
- Dashboard Confessional - Screaming Infidelities (2002)
- Everlast - White Trash Beautiful (2003)

## 日本語吹き替え
主に担当しているのは、以下の二人である。
茂木たかまさ
『ブレイキング・バッド』で初担当。以降、同シリーズをはじめ多くの作品で吹き替えている。
加瀬康之
『ラスト・ハウス・オン・ザ・レフト -鮮血の美学-』で初担当。茂木と並んで多く吹き替えている。
このほかにも、阪口周平、藤井啓輔、石上裕一、長谷川敦央なども声を当てたことがある。